# Molièreprisen
Molièreprisen er en fransk teaterpris, der uddeles hvert år i flere forskellige kategorier. Prisen er blevet uddelt siden 1987.